# Kerkau
Kerkau is een ortsteil van de Duitse stad Arendsee (Altmark) in de deelstaat Saksen-Anhalt. Kerkau was tot 1 januari 2010 een zelfstandige gemeente in de Altmarkkreis Salzwedel.